# آب‌سنگ حلقوی ماولاپ
آب‌سنگ حلقوی ماولاپ (به لاتین: Maloelap Atoll) یک آب‌سنگ حلقوی در جزایر مارشال است که در زنجیره راتاک واقع شده‌است. آب‌سنگ حلقوی ماولاپ ۹٫۸ کیلومتر مربع مساحت و ۸۵۶ نفر جمعیت دارد و ۳ متر بالاتر از سطح دریا واقع شده‌است.